# القواسم
| \| \| \| علم القواسم - شعار القواسم \| | |
| العاصمة                                | رأس الخيمة |
| أكبر مدينة                             | الشارقة |
| أكبر مدينة على الساحل الإيراني         | لنجة |
| أكبر جزيرة                             | قشم |
| المدن الرئيسية على الساحل العربي       | المدن: خور كلباء - خورفكان - الجزيرة الحمراء - عجمان - أم القيوين - - الرمس - كلبا - الجزر:جزيرة أبو موسى - طنب الكبرى - طنب الصغرى |
| المدن الرئيسية على الساحل الإيراني     | شيارك - لافت - راس حتي - كورمارو - شناص -كونك لنجة - جزيرة قشم                                                                      |
| حاكم راس الخيمة الحالي                 | الشيخ سعود بن صقر القاسمي |
| حاكم الشارقة الحالي                    | الشيخ سلطان بن محمد القاسمي |
| اللغة الرسمية                          | العربية |
| دين الدولة                             | الإسلام |
| نظام الحكم اسم الحاكم المؤسس           | ملكية وراثية رحمة القاسمي |
| تاريخ التأسيس                          | 1727 حتى اليوم ضمن دولة الإمارات العربية المتحدة                                                                                    |
|                                        | |
| علم القواسم - شعار القواسم             | |

القواسم قبيلة عربية كونت إمارة كبيرة في رأس الخيمة والشارقة وبندر لنجة، بدأت زعامتهم في النصف الثاني من القرن الثاني عشر للهجرة على أثر انحلال دولة اليعاربة.
وكانت بداية دولتهم في ما يسمى اليوم برأس الخيمة والشارقة، ثم انتشرت لتشمل أجزاء من شرق الخليج العربي بساحليه الشمالي والجنوبي، إضافة للجزر. وتمكن القواسم في القرن السابع عشر الميلادي من جمع أضخم قوة بحرية في المنطقة ثم اصطدموا مع بريطانيا الأمر الذي دفع الأنجليز لإرسال حملة بحرية لمهاجمة القواسم، ولقد لعب القواسم دوراً رائداً في تاريخ الخليج العربي. كان أحد أجدادهم: «قاسم الكبير الحسيني السامرائي» ، قد جاء ليقيم في جلفار منذ القرن السابع عشر. وبفضله أصبحت هذه المدينة المركز الرئيسي للقواسم وعرفت منذ ذلك الحين باسمها رأس الخيمة.

## من سامراء إلى رأس الخيمة

اختلف المؤرخون على مسألتين: أصول القواسم وتاريخ مجيئهم إلى جلفار. فالمؤرخ البريطاني كيلي يعتقد أن القواسم كانوا يؤلفون فرعاً من بني غافر الذين هاجروا من نجد الواقعة وسط شبه الجزيرة العربية إلى عُمان في القرن السابع عشر تقريباً. وبالمقابل، فإن المؤرخ المصري سيد نوفل، يقول بأنهم قبائل عربية يعود أصلها إلى عبس من غطفان من عدنان اسمها الآن الرشايدة وكان مسكنها الأول سامراء في العراق. وهاجروا إلى جلفار في حوالي النصف الأول من القرن الثامن عشر ولكن إذا كان من الصعب تأكيد أحد الرأيين، فمن الممكن التدقيق في تاريخ الوصول. وهذا الأمر لا يخلو من الأهمية، لتعليقه بتحديد بداية ظهور القواسم وبروز دورهم في المنطقة. فمما يلاحظ أنه عندما تم تحرير جلفار من الاحتلال البرتغالي عام 1633 على يد أحمد بن علي أحد قادة الإمام ناصر بن مرشد اليعربي، لم يورد المؤرّخون أيّة إشارة إلى القواسم ومع ذلك يبدو جيداً أن القواسم سكنوا المنطقة بعد عام 1633 وقبل عام 1718 لأن القواسم اشتركوا بشكل فاعل، إلى جانب الغوافر، في الحرب الأهلية العُمانية. وقد لعبوا دوراً رائداً خلال حرب التحرير العُمانية ضد الفرس 1737-1741. ولذلك فمن المنطقي الاعتقاد بأن وصول القواسم تلا تحرير جلفار من البرتغاليين عام 1633م، وسبق اندلاع الحرب الأهلية العُمانية عام 1718م، أي أنهم سكنوا المنطقة في الفترة ما بين 1633 و1718، وبين الحدثين 85 عام تقريبا.
ومن المعروف والمتوارث لديهم أن أجدادهم قدموا قبل مئات السنين إلى الخليج من العراق من مدينة سامراء، وسامراء شمال بغداد 90 ٪ من سكانها من الأشراف الحسنية والحسينية، وقد نقل الكاتب حسين الحسيني الزرباطي في كتابه دوحة السلطان في النسب والنسب القاسمي عن الشيخ الدكتور سلطان بن محمد القاسمي ما نصه: «أن قبيلة القواسم كانت تتولى حكومة البصرة في زمن المشعشعين» وللسادة القواسم وجودهم في سامراء منذ القدم فقد نزح جدهم السيد عبد الله الكبير من سامراء عام 1623 م بعد استيلاء الصفويين على مدينة بغداد وأعقب خمسة رجال هم كايد وكاسب وكايل وكامل وكنعان وتكونت لكل واحد من هؤلاء ذرية وعشيرة أنتشرت في العديد من البلدان العربية، فذرية كايد بن السيد عبد الله هم السادة القواسم في الخليج العربي.

## نسبهم

### كتب أخرى
القواسم هم ذرية قاسم الكبير بن هاشم بن محمد بن قاسم بن راشد بن عطية بن سليمان بن إسحاق بن بشر بن قاسم بن حمود بن حسين بن محمد بن عبد الله بن إبراهيم بن يحيى بن شريف بن بشير بن ماجد بن عطية بن يعلي بن دويد بن ماجد بن عبد الرحمن بن القاسم بن إدريس بن جعفر الزكي بن علي الهادي بن محمد الجواد بن علي الرضا بن موسى الكاظم بن جعفر الصادق بن محمد الباقر بن علي زين العابدين بن الحسين بن علي بن أبي طالب.

### نسب آخر
ويقال بأنهم يرجعون إلى محمد بن الحسن بن إدريس بن القاسم بن محمد الثائر بن موسى الثاني بن عبد الله الشيخ الصالح بن موسى الجون بن عبد الله الكامل بن الحسن المثنى بن الحسن بن علي بن أبي طالب.

## القادة الأوائل
إن أول زعيم بارز للقواسم تذكره المصادر هو الشيخ رحمة بن مطر القاسمي 1722-1760 وقد وُصِفَ بأنه أقوى زعيم للقبائل في الخليج، وقد نجح في تركيز نفوذه ومد سلطته على شبه جزيرة مسندم، ساعدته في ذلك الظروف والاضطراب الداخلي والحرب الأهلية في عُمان، وخلال اندلاع الصراع بين أحمد بن سعيد البوسعيدي وبلعرب بن حمير 1745-1749 وقف القواسم إلى جانب بلعرب، وشاركوه في الهجوم على مسقط، وبعد انفراد أحمد بن سعيد البوسعيدي بحكم عمان في عام 1749 كان أول تحدي يواجهه هو التحدي القاسمي، فقد حاول رحمة بن مطر الإندفاع نحو صحار، وجرت معركة متعادلة بين الطرفين وبعد أن ثَبَّتَ أحمد بن سعيد سلطته في عُمان قرر إخضاع القواسم فجهز حملة ما بين عامي 1758-1759 وقد حقق بعض الانتصارات إلا أن حدوث ثورة داخلية جعلته يضطر إلى سحب قواته.
تُوفِّيَ الشيخ رحمة بن مطر القاسمي في عام 1760 وخلفه أخوه الشيخ راشد بن مطر القاسمي 1760-1777 الذي استمرت في عهده العلاقة سلبية مع عُمان، إذ كان إمام عُمان يطمح في إعادة سيطرته على القواسم وهم يريدون الحصول على اعتراف من الإمام بالاستقلال، وتوسيع رقعة الأرض التي بين أيديهم، لهذا حدثت سلسلة من الحروب بين الطرفين؛ ففي عام 1762 أرسل أحمد بن سعيد البوسعيدي إمام عمان حملة مؤلفة من أربع سفن كبيرة لحصار منطقة القواسم، واصابت الحملة بعض النجاح؛ إذ استطاع الأسطول العُماني محاصرة موانئ القواسم الرئيسية فلم يسمح لأية سفينة بالخروج لصيد اللؤلؤ أو القيام برحلة تجارية، وقد دفعت المعاناة القاسية تلك الموانئ - عدا رأس الخيمة - إلى الإعتراف بسلطة الإمام.
رد شيخ القواسم في عام 1763 بحملة بقيادة ابنه صقر الذي استطاع أن يهدد العاصمة العُمانية الرستاق، مما اضطر إمام عُمان أن يستقبل بعض شيوخ القواسم وتمخضت هذه البعثة عن قناعة الإمام باستقلال رأس الخيمة وتوابعها عن سلطته الخاصة في عام 1765، وبذلك أصبح نفوذ القواسم محسوماً في كل المنطقة من خورفكان حتى شبه جزيرة مسندم من جهة بحر عمان ومن جهة الخلیج العربي من الشارقة إلى شبه جزيرة مسندم، وقد تعاون القواسم بعد ذلك مع العُمانيين أحياناً لمقاومة الأطماع الفارسية التي تمثلت في تهديدات كريم خان زند للساحل العربي بصورة عامة في عام 1772، وتعاون الشيخ راشد بن مطر القاسمي مع إمام عًمان مرة أخرى في عام 1775 ضد الفرس وشارك القواسم في مهاجمة ميناء بندر عباس وتدمير سفينتين فارسيتين ومخزن للذخيرة في لنجة.
وحالياً تنتمي الأسر الحاكمة في إمارة رأس الخيمة وإمارة الشارقة إلى القواسم.

## العلاقة مع العمانيين
أدى انهيار دولة اليعاربة لإتاحة الفرصة للقواسم لبناء كيانهم المستقل وعاصمته جلفار، بينما كان الإمام أحمد بن سعيد يعتبر نفسه وارثاً لكافة المناطق الخاضعة لليعاربة منها أراضي رأس الخيمة

### الحملة العمانية على القواسم
أرسل أحمد بن سعيد إمام عمان في سنة 1762 في زمن حكم الشيخ راشد بن مطر القاسمي حملة مؤلفة من أربع سفن كبيرة لحصار منطقة القواسم، وحالف الحملةَ بعضُ النجاح، فقد استطاع الأسطول العماني محاصرة موانئ القواسم الرئيسية فلم يسمح لأية سفينة بالخروج لصيد الؤلؤ أو القيام برحلة تجارية، وقد دفعت المعاناة القاسية تلك الموانئ - عدا رأس الخيمة - إلى الاعتراف بسلطة الإمام.

### الحملة القاسمية على رستاق
رد شيخ القواسم الشيخ راشد في عام 1763 بحملة بقيادة ابنه صقر بن راشد القاسمي الذي استطاع أن يهدد العاصمة العمانية الرستاق، مما اضطر إمام عمان أن يستقبل سفارة من بعض شيوخ القواسم وتمخضت هذه البعثة عن قناعة الإمام باستقلال رأس الخيمة وتوابعها عن سلطته الخاصة في عام 1765.

## العلاقة مع السعوديين
نشأت علاقة مع السعوديين في عهد عبد العزيز بن محمد بن سعود أحد حكام الدولة السعودية الأولى وبين رئيس رأس الخيمة صقر بن راشد القاسمي واستمرت هذه العلاقة بين السعوديين والقواسم حيث كانت الدولة السعودية تدعم القواسم في حربهم ضد النصارى المستعمرين وفي حروبهم ضد الدولة البوسعيدية الإباضية.

## حكام القواسم
| كايد بن حمود عدوان القاسمي                               | كايد بن حمود عدوان القاسمي                               | كايد بن حمود عدوان القاسمي                               | كايد بن حمود عدوان القاسمي                               |
| قضيب بن كايد القاسمي                                     | قضيب بن كايد القاسمي                                     | قضيب بن كايد القاسمي                                     | قضيب بن كايد القاسمي                                     |
| كايد بن قضيب القاسمي                                     | كايد بن قضيب القاسمي                                     | كايد بن قضيب القاسمي                                     | كايد بن قضيب القاسمي                                     |
| مطر بن كايد القاسمي                                      | مطر بن كايد القاسمي                                      | مطر بن كايد القاسمي                                      | مطر بن كايد القاسمي                                      |
| رحمة بن مطر القاسمي (1560-1600)                          | رحمة بن مطر القاسمي (1560-1600)                          | رحمة بن مطر القاسمي (1560-1600)                          | رحمة بن مطر القاسمي (1560-1600)                          |
| محمد بن رحمة بن مطر القاسمي (1600-1630)                  | محمد بن رحمة بن مطر القاسمي (1600-1630)                  | محمد بن رحمة بن مطر القاسمي (1600-1630)                  | محمد بن رحمة بن مطر القاسمي (1600-1630)                  |
| سيف بن علي بن صالح القاسمي (1630-1650)                   | سيف بن علي بن صالح القاسمي (1630-1650)                   | سيف بن علي بن صالح القاسمي (1630-1650)                   | سيف بن علي بن صالح القاسمي (1630-1650)                   |
| رحمة بن محمد بن القاسم القاسمي (1650-1680)               | رحمة بن محمد بن القاسم القاسمي (1650-1680)               | رحمة بن محمد بن القاسم القاسمي (1650-1680)               | رحمة بن محمد بن القاسم القاسمي (1650-1680)               |
| مطر بن رحمة بن مطر بن القاسم القاسمي (1680-1700)         | مطر بن رحمة بن مطر بن القاسم القاسمي (1680-1700)         | مطر بن رحمة بن مطر بن القاسم القاسمي (1680-1700)         | مطر بن رحمة بن مطر بن القاسم القاسمي (1680-1700)         |
| رحمة بن مطر بن رحمة القاسمي (1700-1745)                  | رحمة بن مطر بن رحمة القاسمي (1700-1745)                  | رحمة بن مطر بن رحمة القاسمي (1700-1745)                  | رحمة بن مطر بن رحمة القاسمي (1700-1745)                  |
| مطر بن رحمة بن مطر القاسمي (1745-1751)                   | مطر بن رحمة بن مطر القاسمي (1745-1751)                   | مطر بن رحمة بن مطر القاسمي (1745-1751)                   | مطر بن رحمة بن مطر القاسمي (1745-1751)                   |
| رحمة بن مطر القاسمي (1751 - 1760)                        | رحمة بن مطر القاسمي (1751 - 1760)                        | رحمة بن مطر القاسمي (1751 - 1760)                        | رحمة بن مطر القاسمي (1751 - 1760)                        |
| راشد بن مطر القاسمي (1760 - 1777)                        | راشد بن مطر القاسمي (1760 - 1777)                        | راشد بن مطر القاسمي (1760 - 1777)                        | راشد بن مطر القاسمي (1760 - 1777)                        |
| صقر بن راشد القاسمي (1777 - 1803)                        | صقر بن راشد القاسمي (1777 - 1803)                        | صقر بن راشد القاسمي (1777 - 1803)                        | صقر بن راشد القاسمي (1777 - 1803)                        |
| سلطان الأول بن صقر القاسمي (1803 - 1809)- الفترة الأولى  | سلطان الأول بن صقر القاسمي (1803 - 1809)- الفترة الأولى  | سلطان الأول بن صقر القاسمي (1803 - 1809)- الفترة الأولى  | سلطان الأول بن صقر القاسمي (1803 - 1809)- الفترة الأولى  |
| حسن بن رحمة القاسمي (1809-1813)                          | حسن بن رحمة القاسمي (1809-1813)                          | حسن بن رحمة القاسمي (1809-1813)                          | حسن بن رحمة القاسمي (1809-1813)                          |
| سلطان الأول بن صقر القاسمي (1813 - 1866)- الفترة الثانية | سلطان الأول بن صقر القاسمي (1813 - 1866)- الفترة الثانية | سلطان الأول بن صقر القاسمي (1813 - 1866)- الفترة الثانية | سلطان الأول بن صقر القاسمي (1813 - 1866)- الفترة الثانية |
| كلباء                                                    | الشارقة                                                  | رأس الخيمة                                               | دبا                                                      |
| -------------------------------------------------------- | -------------------------------------------------------- | -------------------------------------------------------- | -------------------------------------------------------- |
| ماجد (1871-1900)                                         | خالد بن سلطان القاسمي (1866-1868)                        | إبراهيم بن سلطان القاسمي (1867-1868)                     | أحمد (1871-1883)                                         |
| حمد (1900-1903)                                          | سالم بن سلطان القاسمي (1868-1883)                        | حميد بن عبد الله القاسمي (1869-1900)                     |                                                          |
| سعيد (1903-1937)                                         | صقر بن خالد القاسمي (1883-1914)                          | صقر بن خالد القاسمي (1900-1910)                          |                                                          |
| حمد (1937-1951)                                          | خالد بن أحمد القاسمي (1914-1924)                         | حمد بن ماجد بن سلطان القاسمي (1900-)                     |                                                          |
|                                                          | سلطان الثاني بن صقر القاسمي (1924-1951)                  | خالد بن صقر بن خالد القاسمي (1900-1908-)                 |                                                          |
|                                                          | محمد بن صقر القاسمي (1951-1951)                          | سالم بن سلطان القاسمي (1908-1917)                        |                                                          |
|                                                          | صقر بن سلطان القاسمي (1951-1965)                         | محمد بن سالم القاسمي (1917-1919)                         |                                                          |
|                                                          | خالد بن محمد القاسمي (1965-1972)                         | سلطان بن سالم القاسمي (1919- 1948)                       |                                                          |
|                                                          | سلطان بن محمد القاسمي (1972-اليوم)                       | صقر بن محمد بن سالم القاسمي (1948-2010)                  |                                                          |
|                                                          |                                                          | سعود بن صقر القاسمي (2010 - اليوم)                       |                                                          |

## القواسم في لنجة
سَدَّدَ سقوط لنجة ضربة قاصمة للقواسم الذين فقدوا ليس فقط عاصمتهم على ساحل الخليج العربي، بل فقدوا أيضاً ميناءً مهماً ومركزاً تجارياً وموئلاً لسفنهم.

## الهوامش
1. 1 2  السعدون، خالد (2012). مختصر التاريخ السياسي للخليج العربي منذ أقدم حضاراته حتى سنة 1971. جداول للنشر والتوزيع، بيروت. ط1
2. ↑  كيلي (1965). ص 35
3. ↑  "الشيخ خالد بن محمد القاسمي - موسوعة الإمارات". uaepedia.ae. مؤرشف من الأصل في 2015-05-02. اطلع عليه بتاريخ 2019-01-30.
4. ↑  ياغي، إسماعيل أحمد وشاكر محمود (2010). تاريخ العالم الإسلامي الحديث والمعاصر. مكتبة العبيكان، الرياض. ط 6. ص 99
5. ↑  الزرباطي في كتابه " دوحة السلطان ص 231
6. ↑  الفضالة ،الدكتور، صالح حسن (1 يناير 2013). الجوهر العفيف في معرفة النسب النبوي الشريف. Dar Al Kotob Al Ilmiyah دار الكتب العلمية. ISBN:9782745178664. مؤرشف من الأصل في 2020-01-26.
7. ↑  القول الحاسم في نسب القواسم. Dar Al Kotob. 9 سبتمبر 2021. مؤرشف من الأصل في 2024-01-01. اطلع عليه بتاريخ 2024-01-01.{{استشهاد بكتاب}}:  صيانة الاستشهاد: BOT: original URL status unknown (link)
8. 1 2  السعدون (2012).
9. ↑  بن بشر (1982).
10. ↑  الصايغ، فاطمة (2007). التحديات ذات الجذور التاريخية التي تواجه دولة الإمارات العربية المتحدة. سلسلة محاضرات الإمارات. مركز الإمارات للدراسات والبحوث الاستراتيجية، أبوظبي. ط 1. ص 17